# 円通寺 (水戸市)
円通寺（えんつうじ）は、茨城県水戸市にある曹洞宗の寺院。

## 歴史
創建年代は不明である。ただ1333年（元弘3年）に後醍醐天皇より綸旨を賜っていることから、その頃までには既に存在していたものと推測される。文明年間（1469年 - 1487年）に、これまでの天台宗から曹洞宗に転宗した。
当初は、現在の水戸東照宮がある場所に位置していたが、江戸時代に何度か移転し、1842年（天保13年）に現在地に移転した。

## 交通アクセス
- 路線バス千波中入口停留所より徒歩15分。